# Fred Erismann

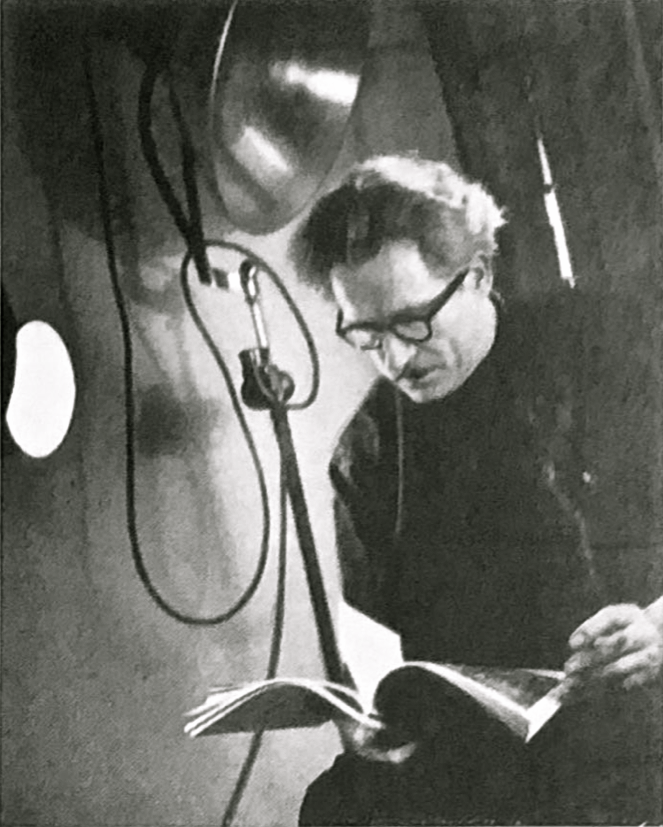
Theaterfotograf Fred Erismann bei der Arbeit

Fred Erismann als Steward 1914

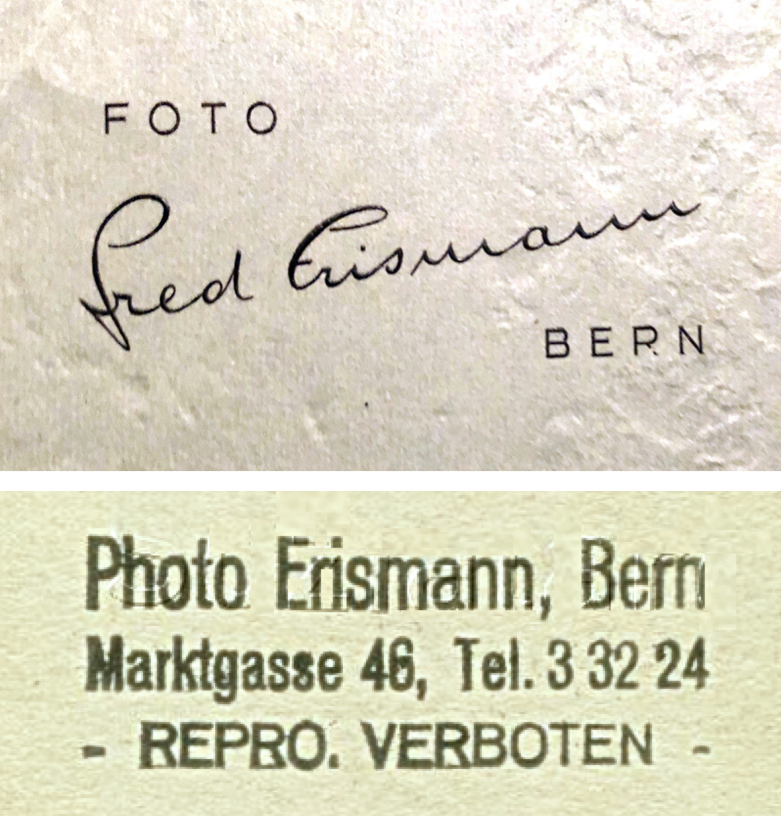
Signatur und Firmenstempel vom Fotogeschäft Fred Erismann in Bern

Fred Erismann (* 17. Januar 1891 in Winterthur; † 8. Juli 1979) war ein Schweizer Theater-, Portrait- und Kulturfotograf.

## Leben
Fred Erismann wurde in Winterthur geboren. Einen Teil seiner Jugend verbrachte er im deutschen Waldshut. In Zürich absolvierte er eine Lehre als Feinmechaniker. 1908 begab er sich als Wandergeselle von Hamburg aus auf einen ausgiebigen Weltenbummel als Seefahrer, wo er es vom Kohlenschaufler auf dem Frachtschiff bis zum ersten Steward auf einem Passagierschiff brachte. In dieser Zeit gelangte er u. a. nach Südamerika, Australien, Italien, Skandinavien und Russland. Er arbeitete jedoch auch in seinem mechanischen Beruf, so in Argentinien in Tucomán in einer Werkstatt zur Überholung von Lokomotiven. Der Beginn des Ersten Weltkriegs 1914 setzte seiner Weltreise ein Ende. Er liess sich für vier Jahre in München nieder, wo er sich mit Arbeiten an Fotoapparaten befasste, die der Luftaufklärung durch Flugzeuge dienten. Da solche Geräte extremen Bedingungen ausgesetzt waren, benützte Erismann als eifriger Berggänger seine Klettertouren in der Nähe von München als Test für solche Kameras. Er entdeckte in München’s Kulturleben auch seine Begeisterung für das Theater und die Oper.

## Ein Leben für die Fotografie
Nach seiner Rückkehr 1919 in die Schweiz begann er sich dem Fotografieren zuzuwenden. Noch arbeitete er bis zum August 1926 in Bern bei der Hasler Bern als Feinmechaniker, um sich danach in Berlin zum Fotografen ausbilden zu lassen. Hier kam er in Kontakt mit der berühmten Theaterfotografin Elli Marcus, bei der er sich zum Künstler im Umgang mit Licht, Form und Aussagekraft in diesem Medium ausbilden konnte. Er traf auch auf Rosemarie Clausen, die von 1929 bis 1933 bei Elli Marcus als Assistentin arbeitete.
Zurück in Bern, eröffnete er 1930 an der Marktgasse sein Fotoatelier und widmete sich während rund 40 Jahren der Fotografie. Erismann präsentierte sich in seiner Arbeit sehr vielseitig als Theater-, Presse-, Portrait- und Reklamefotograf. Er engagierte sich auch in der Lehrlingsausbildung.
Ab der Theatersaison 1931/32 arbeitete er im Auftragsverhältnis für das Berner Stadttheater. Er übte seine Tätigkeit als Theaterfotograf mit einer richtungsweisenden Philosophie in seinem Metier aus, indem er für sein künstlerisches Schaffen seine eigenen Wege finden musste. Das bedeutete: Sich Auseinandersetzen mit der Technik der Fotogeräte und der Fotoentwicklung, den Künstlerinnen und Künstlern, den Bühnenwerken und den Bühnensituationen. Zur Bedeutung von Erismann schrieb Martina Bolzli in der Berner Zeitung vom 2. November 2017: Er war jahrzehntelang Hausfotograf des Stadttheaters. Und definierte, was das Theater gegen aussen darstellen wollte.
Durch seine Arbeit kam er mit den bedeutendsten Bühnenkünstlern in Kontakt: Erwin Kohlund, Leopold Biberti, Alfred Lohner, Heinrich Gretler, Maria Becker, Therese Giehse, Maria Schell und Adolf Spalinger als Schauspieler; Elisabeth Schwarzkopf, Inge Borkh und Else Schulz, als Sängerinnen; Joséphine Baker und Mistinguett als Varietékünstlerinnen sowie mit Clown Grock, dem Charaktertänzer Harald Kreuzberg und Marcel Marceau als Pantomime. Diese reagierten oft mit besonderen Widmungen auf seine fotografischen Werke.
Nach der Berner Theaterzeitung von 1956/57 war Erismann ein zurückhaltender Mensch und drängte sich nicht in den Vordergrund. Sie bezeugte ihm ein stilles Wirken im Hintergrund des Theaters und sehr viel Aufopferung, unendliche Geduld und Idealismus. Er bereitete sich als künstlerisch empfindender Theaterphotograph akribisch für die Aufführungen vor, um die bestmöglichen Momente für Aufnahmen zu erspüren. Im gleichen Artikel wird ihm ein unerhört sicheres Erfassen einer Persönlichkeit attestiert.
Für das Spiel von Licht und Schatten liess er sich von alten Meistern der Malerei wie Rembrandt und Goya inspirieren. Er liebte die Hell-Dunkel-Kontraste und wählte entsprechende Fotopapiere, um mit spritzigen Schatten sehr wirkungsvolle Stimmungen erzielen lassen. (Zitat von Erismann in einer Kodak-Broschüre 1953.) Erismann's Fotoarbeiten wurden verwendet bei Theaterberichten in der Presse und in den Programmheften des Stadttheaters. Das Stadttheater Bern ermöglichte ihm eine eigene Dauerausstellung im Käfigturm in Bern mit Szenenfotos der jeweiligen Theater-, Ballett- und Opernvorstellungen.
1932 beteiligte er sich an der 1. Internationalen Ausstellung für künstlerische Photographie in Luzern und erhielt als Auszeichnung die Silberne Medaille.  Eigentliche Ausstellungen zu seinem Wirken gab es erst nach seinem Tod: 1994 in Worb und 2017 in Bern: Licht an! Berner Theatermomente.
Erismann war verheiratet, Vater einer Tochter und wohnte in Ostermundigen bei Bern.

## Fotonachlass
Die Stiftung SAPA (Schweizer Archiv der Darstellenden Künste) besorgt die Aufarbeitung und Erschliessung der Fotosammlung sowohl aus dem Archiv des Stadttheaters Bern wie auch der Privatsammlung des Fotografen. Die Bestände umfassen 5000 Papierabzüge und 90'000 Negative.

## Galerie mit Werken von Fred Erismann

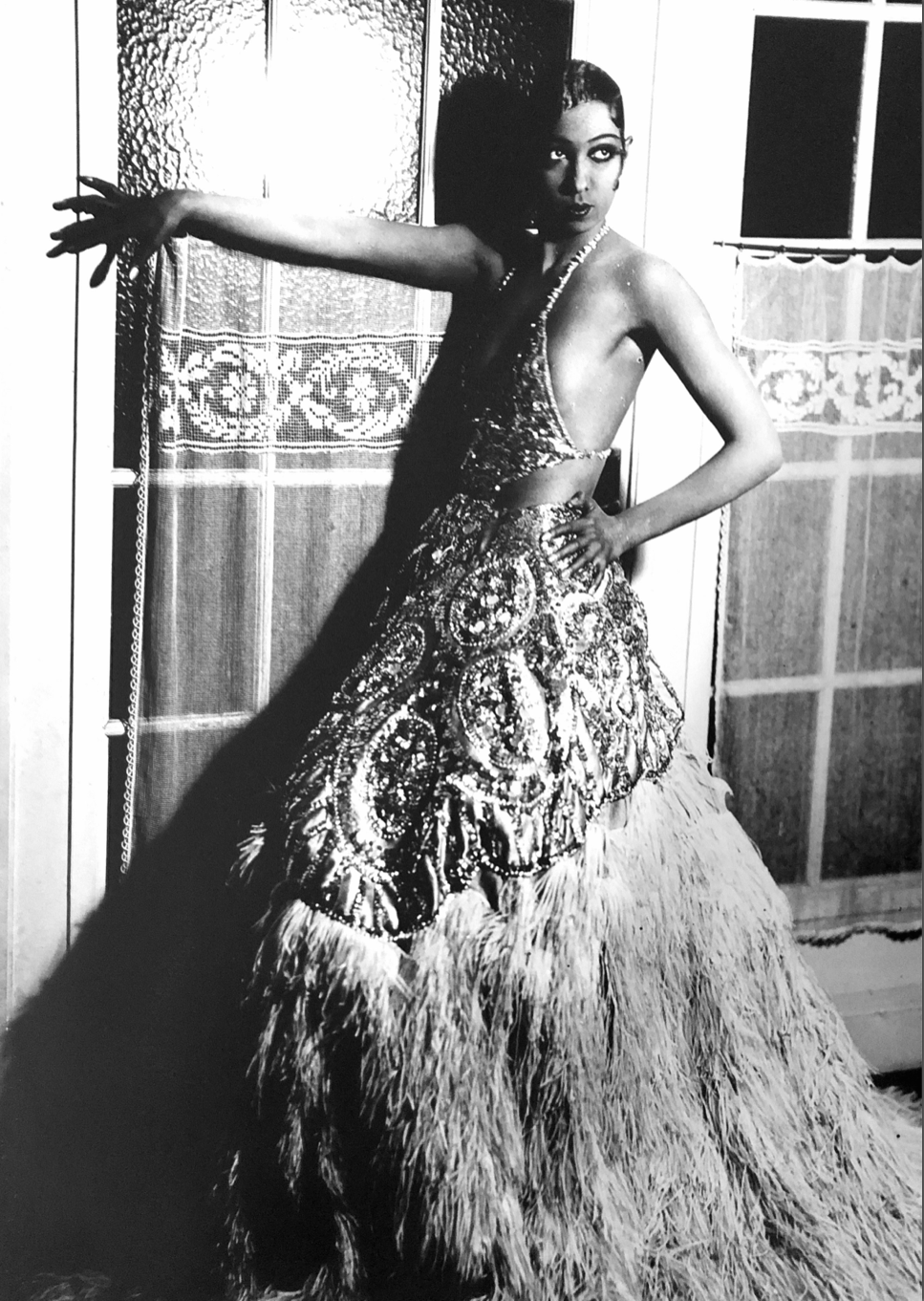
Joséphine Baker, 1930
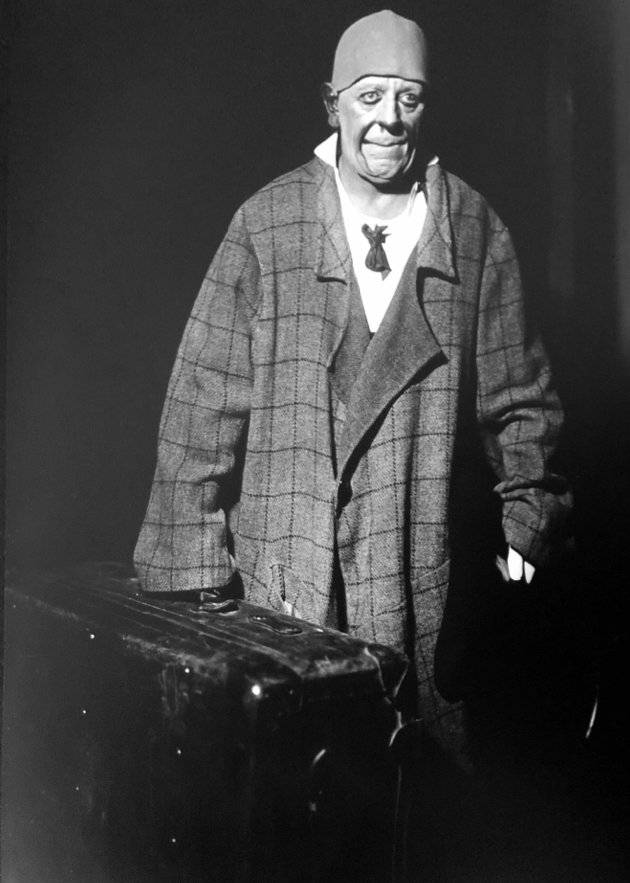
Schweizer Clown Grock, 1931
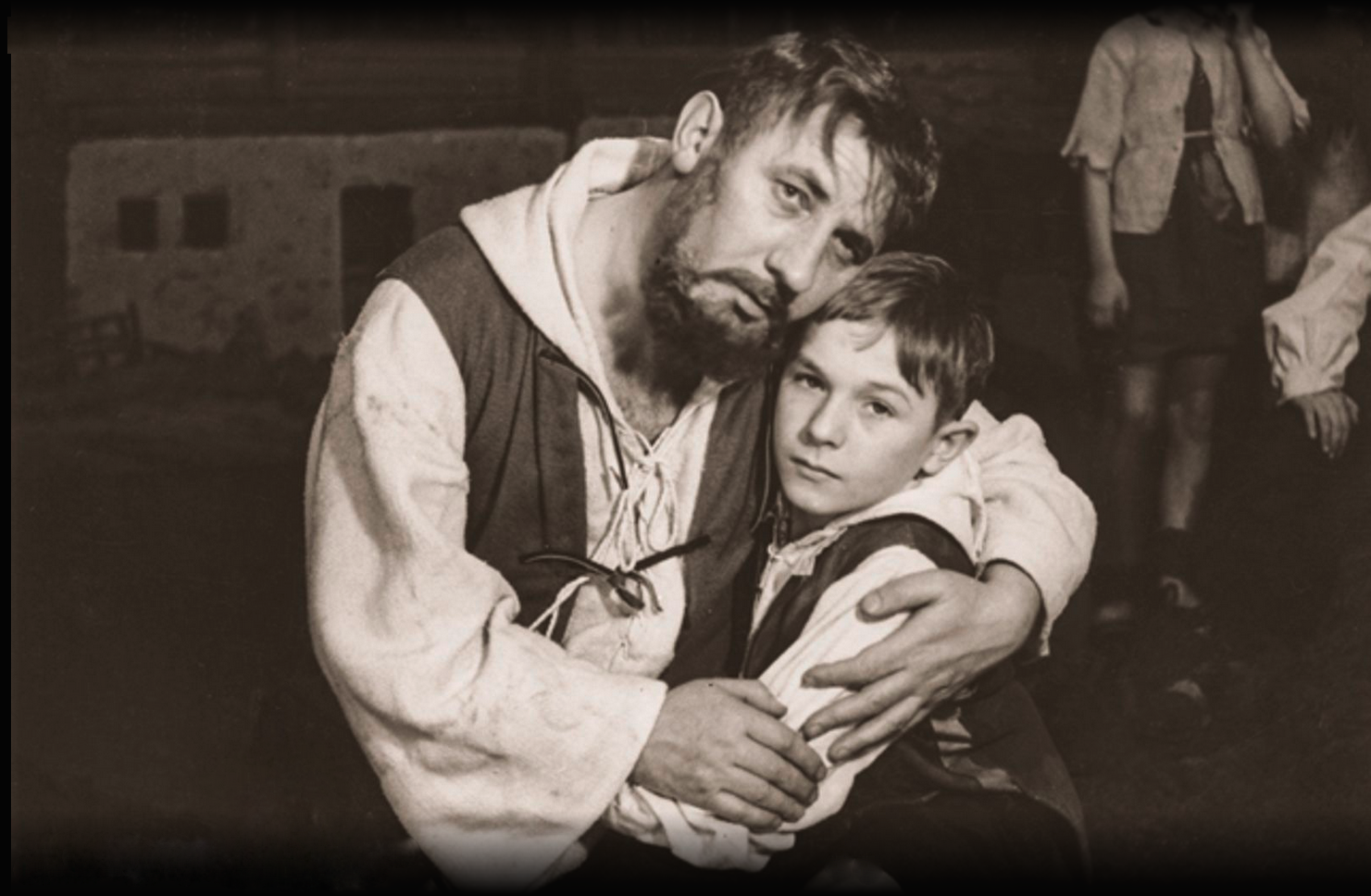
Heinrich Gretler als Wilhelm Tell am Stadttheater Bern, 1935
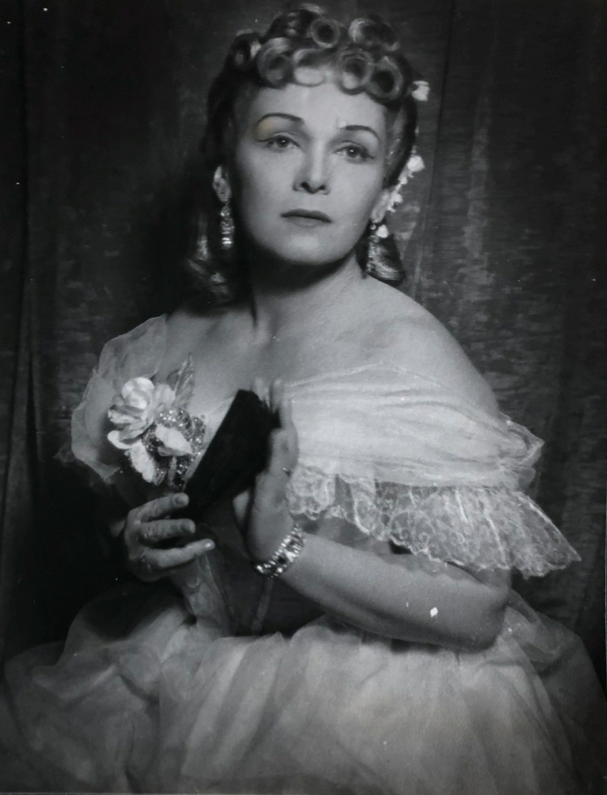
Elisabeth Schwarzkopf, 1942
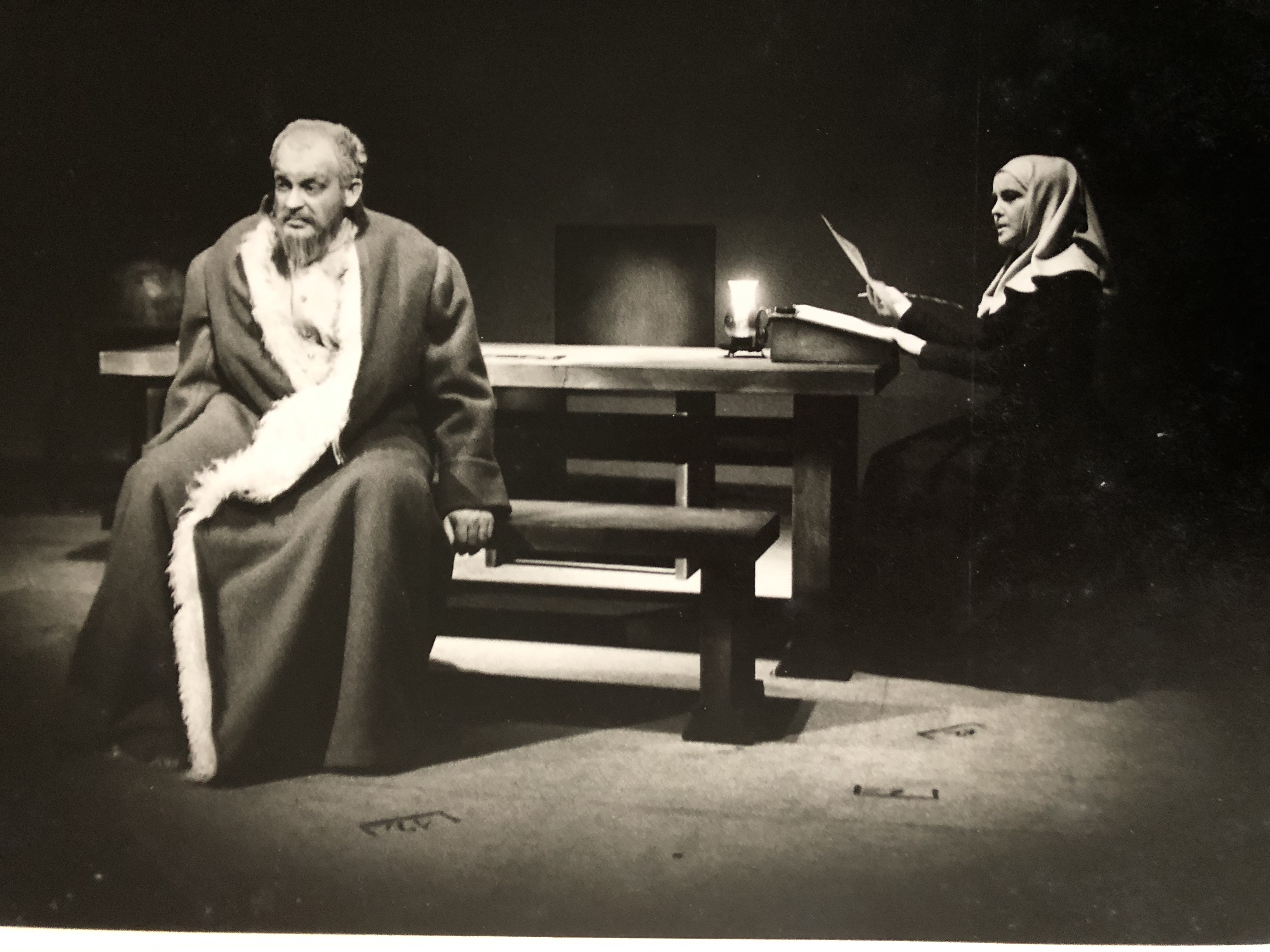
Szenenbild aus dem Leben des Galilei von Bertolt Brecht, Schauspielhaus Zürich, 1943
Jack Menn und Lisa Czóbel in Tanz aus Carmen, am Stadttheater Bern, um 1945
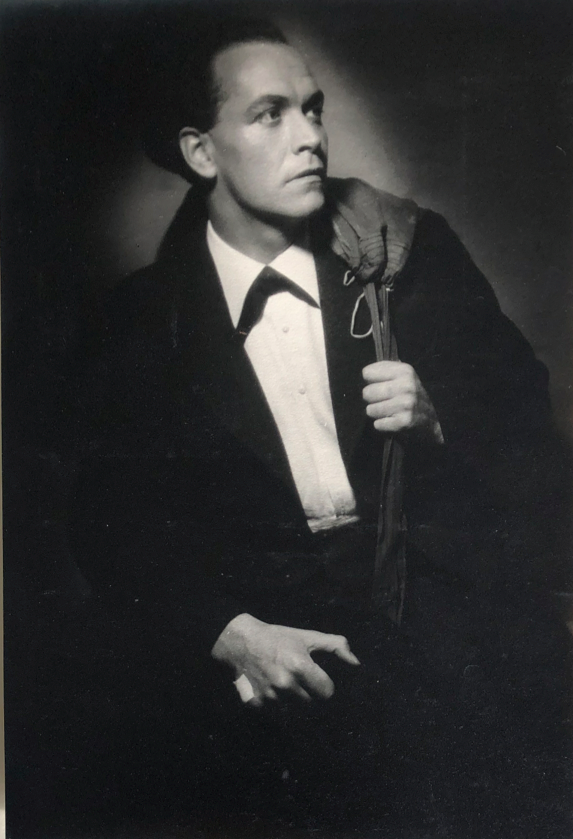
Erwin Kohlund, 1948
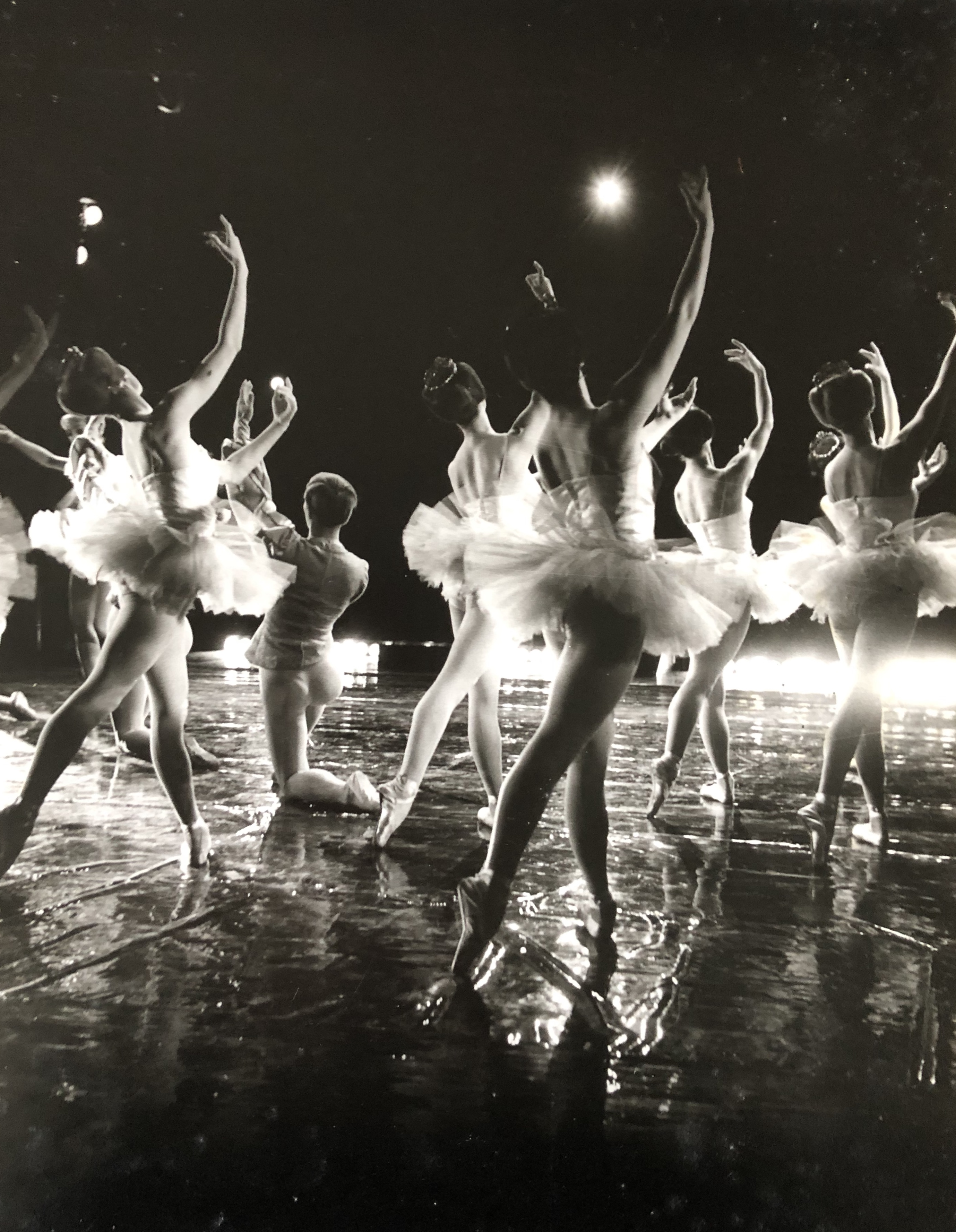
Szenenbild aus einem Ballett, 1952
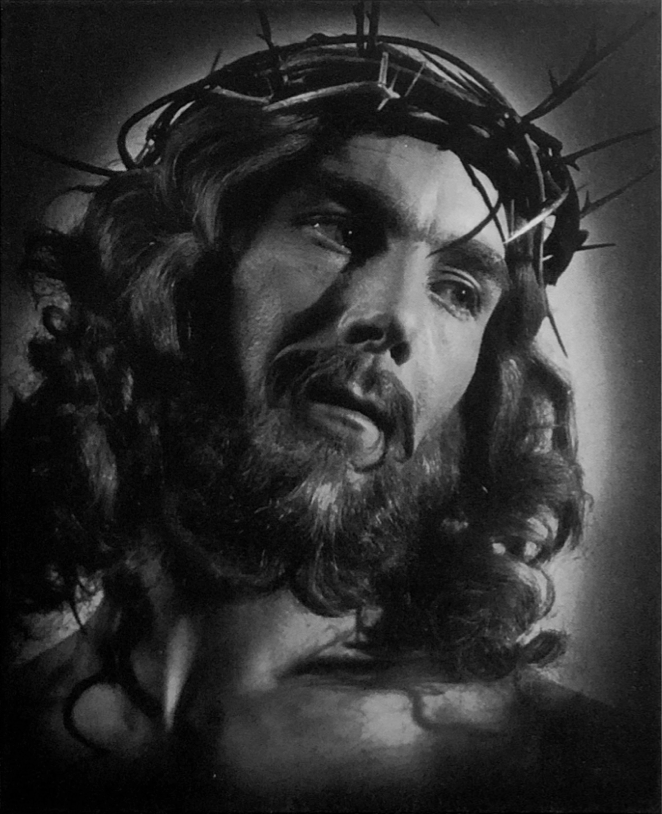
Aufnahme des Christus an den Selzacher Passionsspielen, 1952
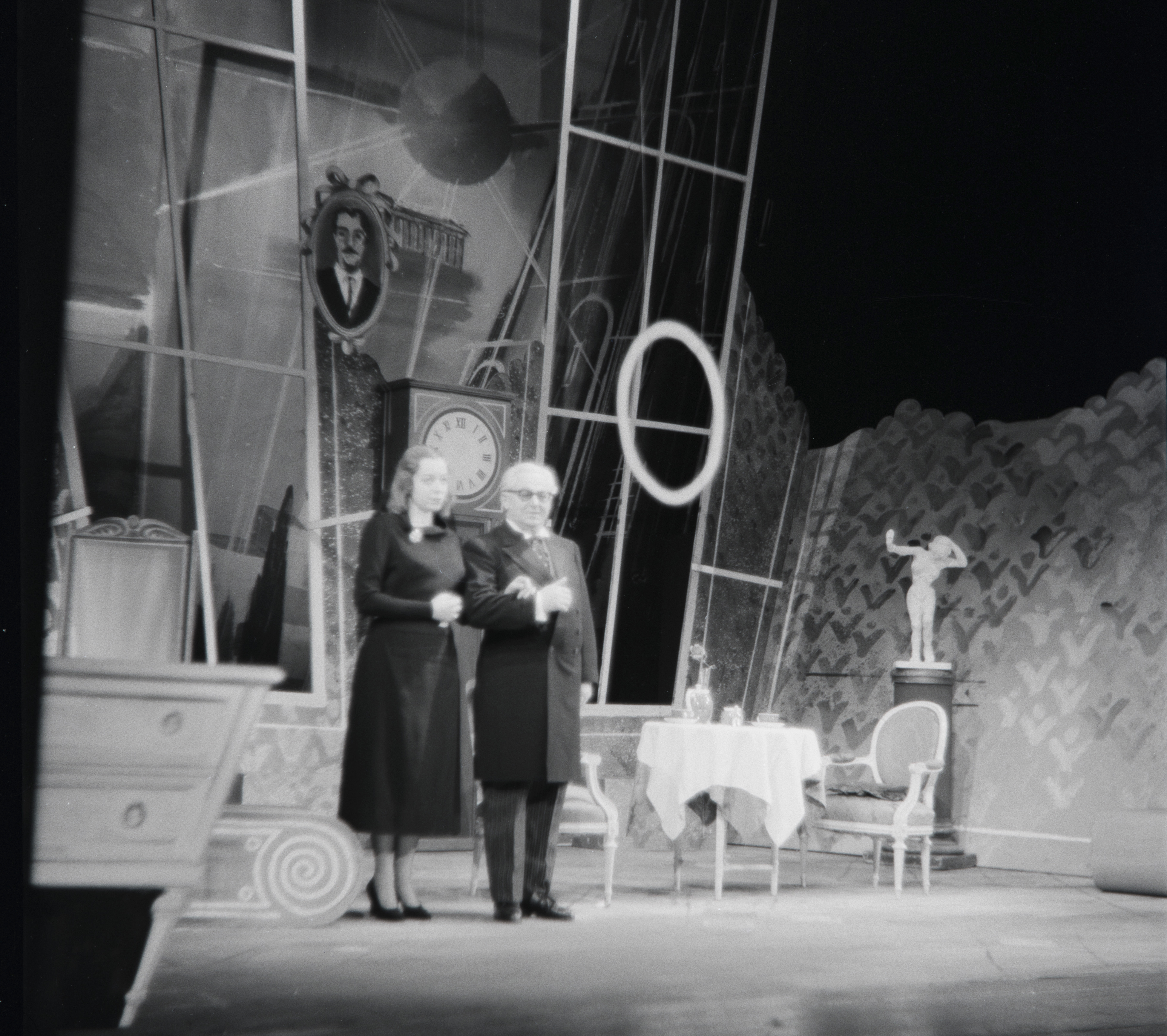
Szene aus Die Ehe des Herrn Mississippi von Friedrich Dürrenmatt am Stadttheater Bern, 1954
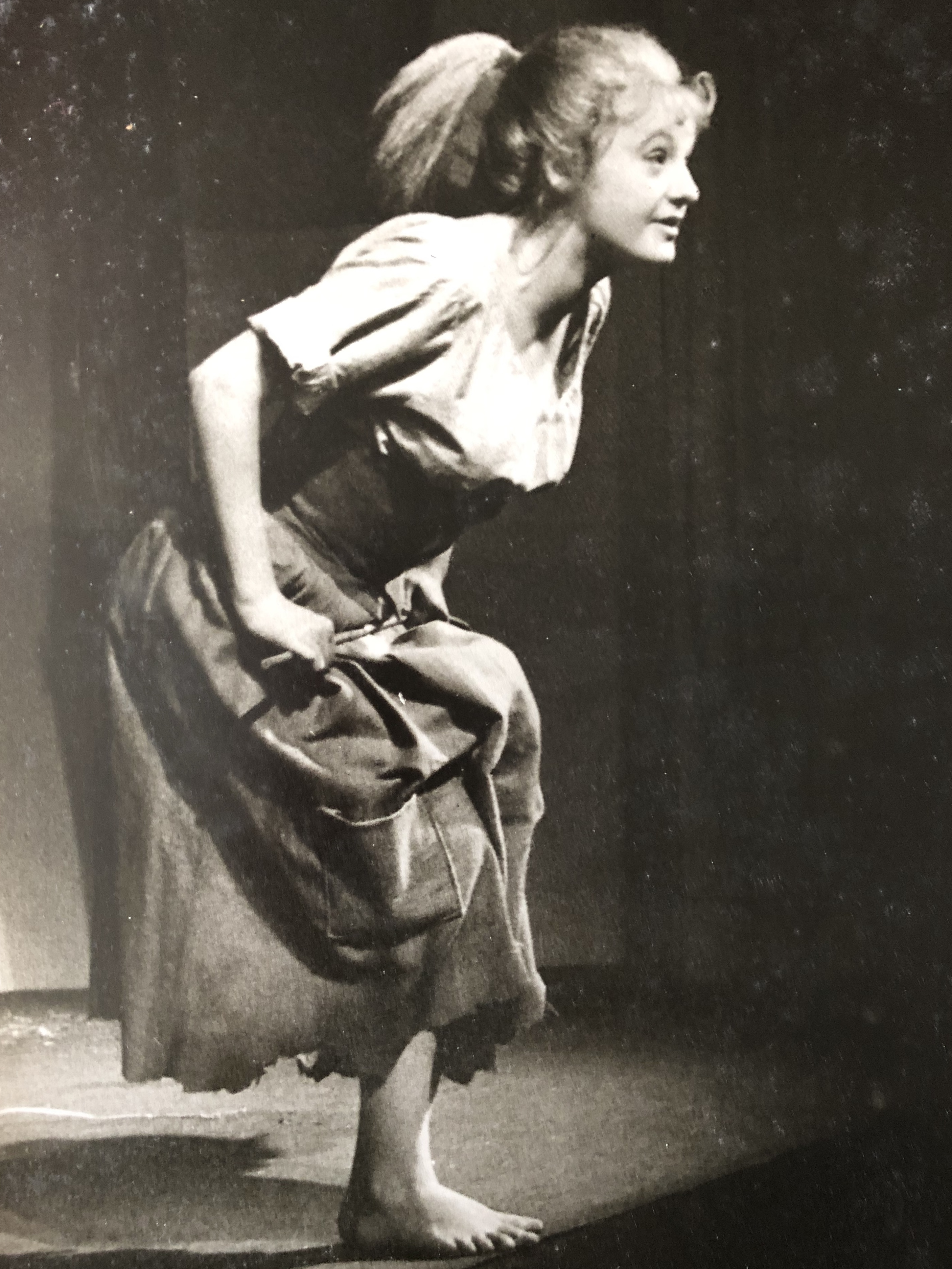
Momentaufnahme aus Das Mädl aus der Vorstadt von Johann Nestroy, 1955
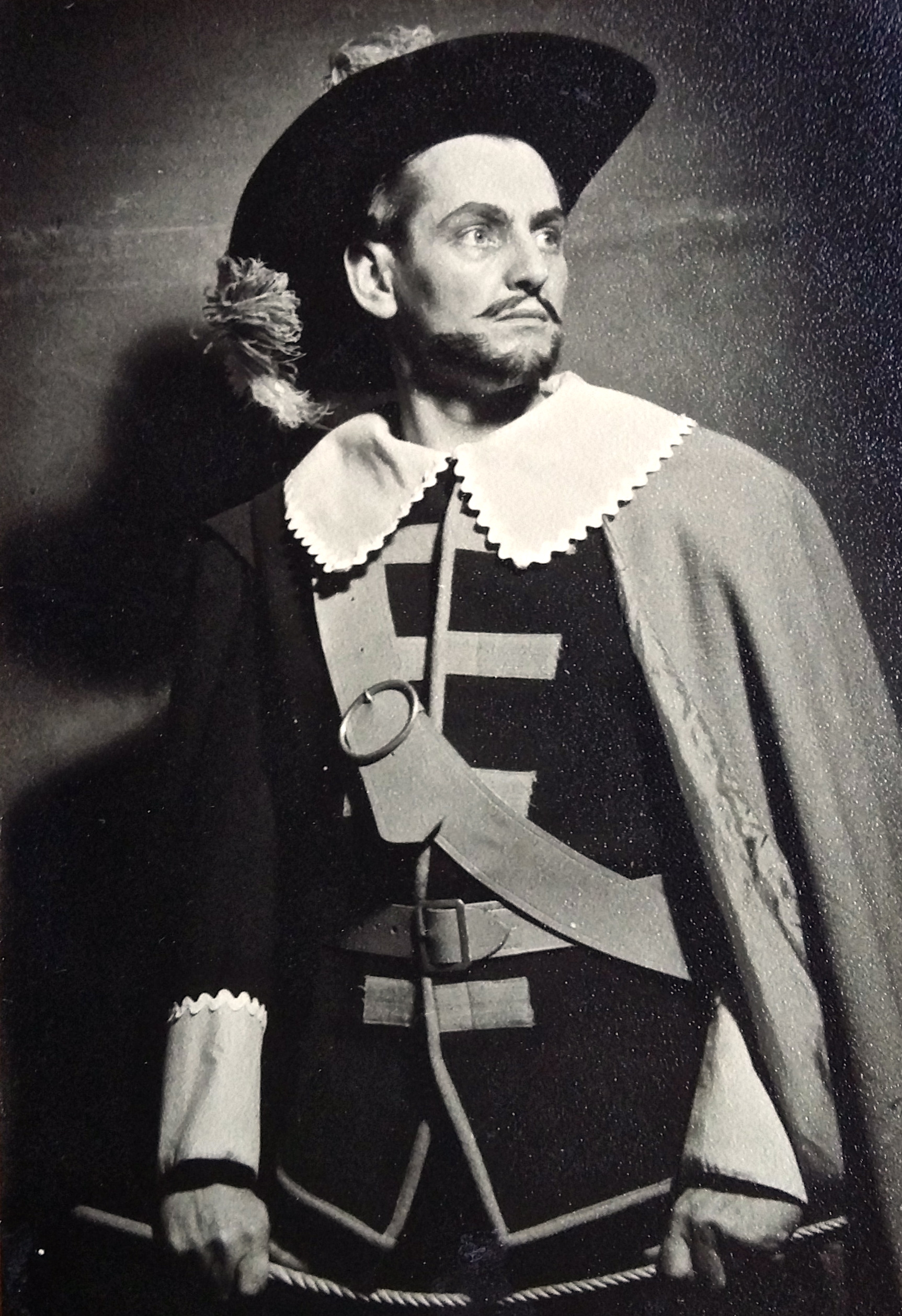
Arthur Loosli als Ottokar in der Oper Freischütz am Stadttheater Bern, 1958
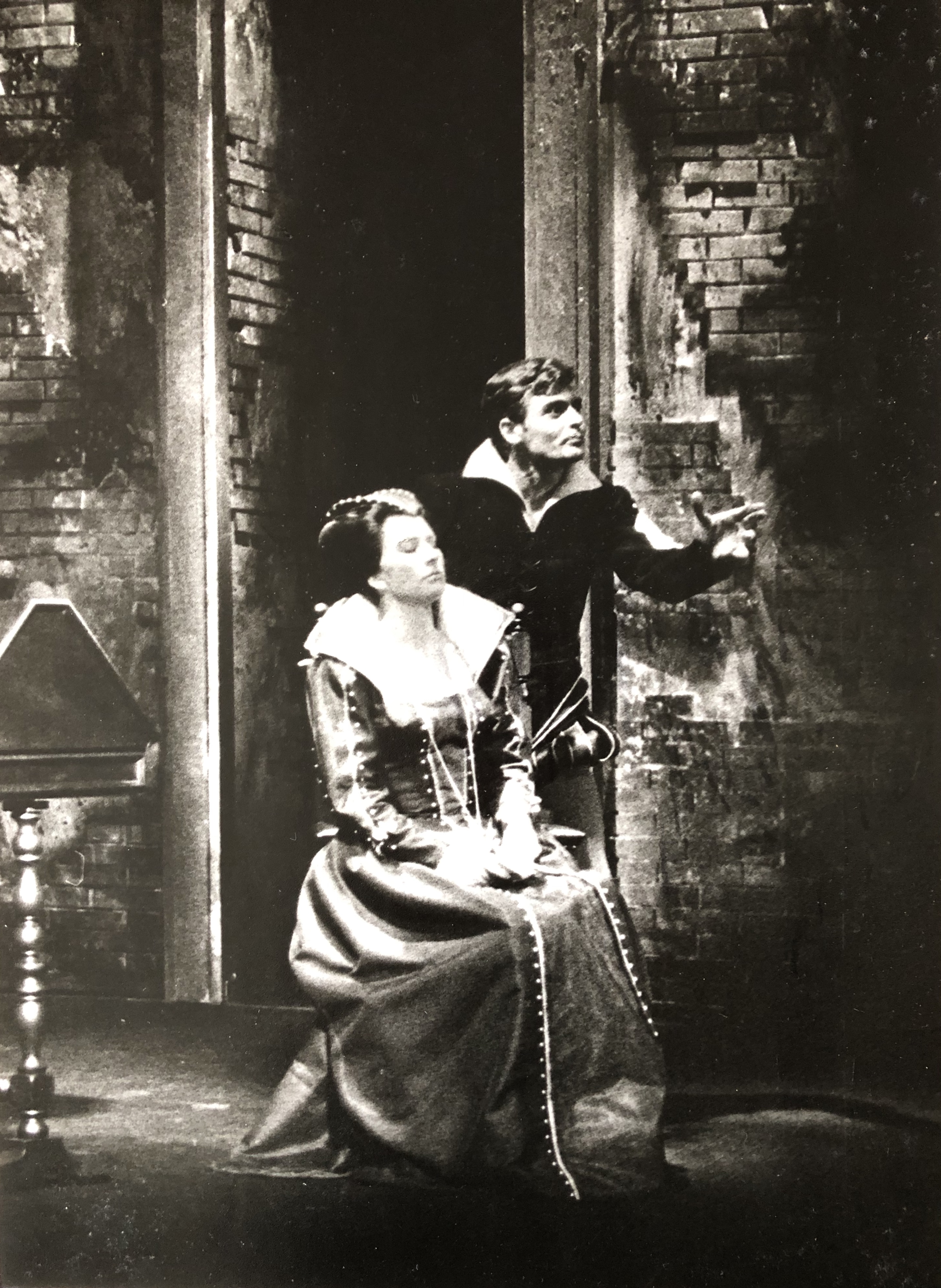
Szenenbild aus Maria Stuart von Friedrich Schiller, 1962
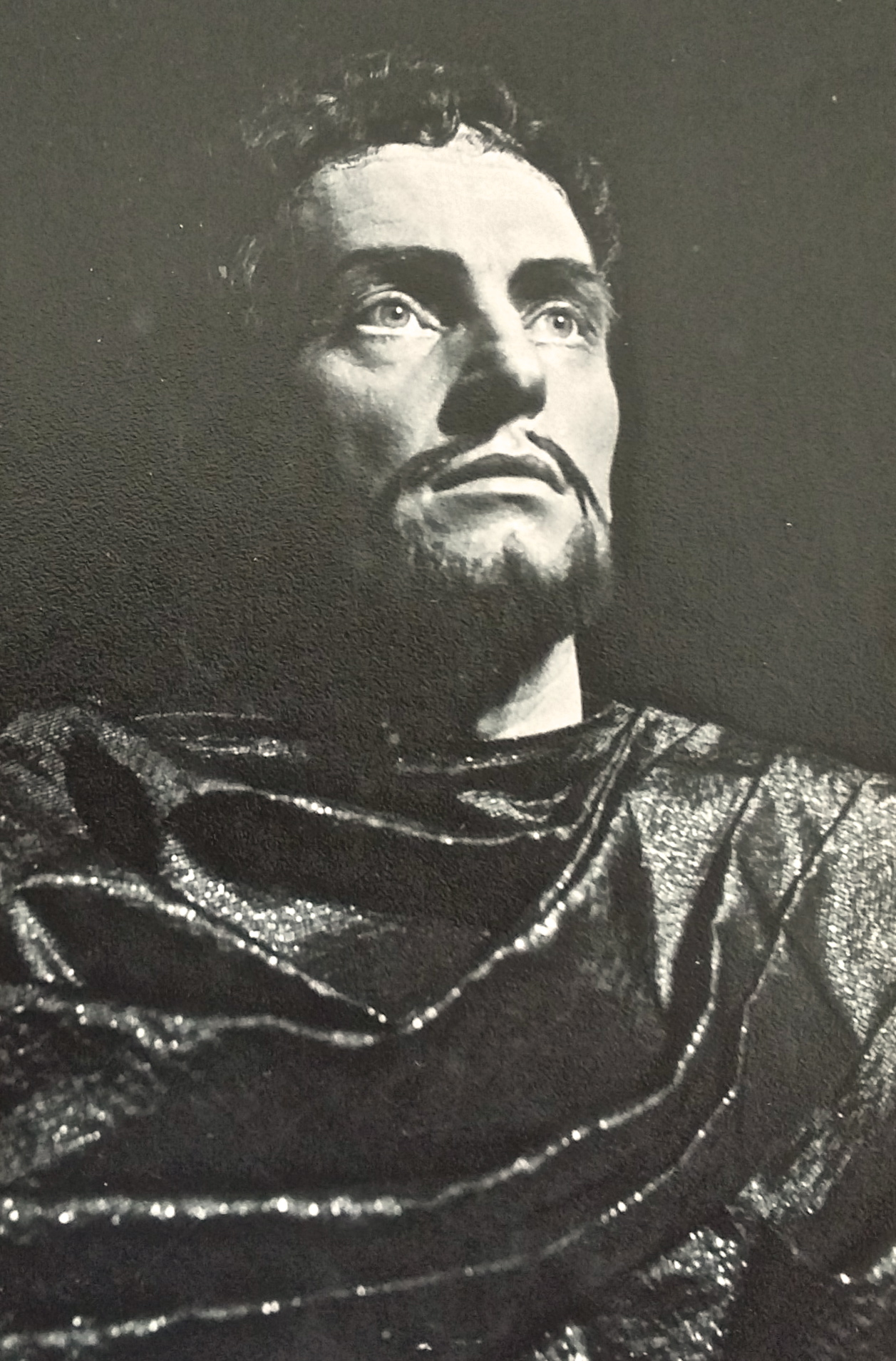
Arthur Loosli als Hamor in Jephtha von G. F. Händel am Stadttheater Bern, 1964
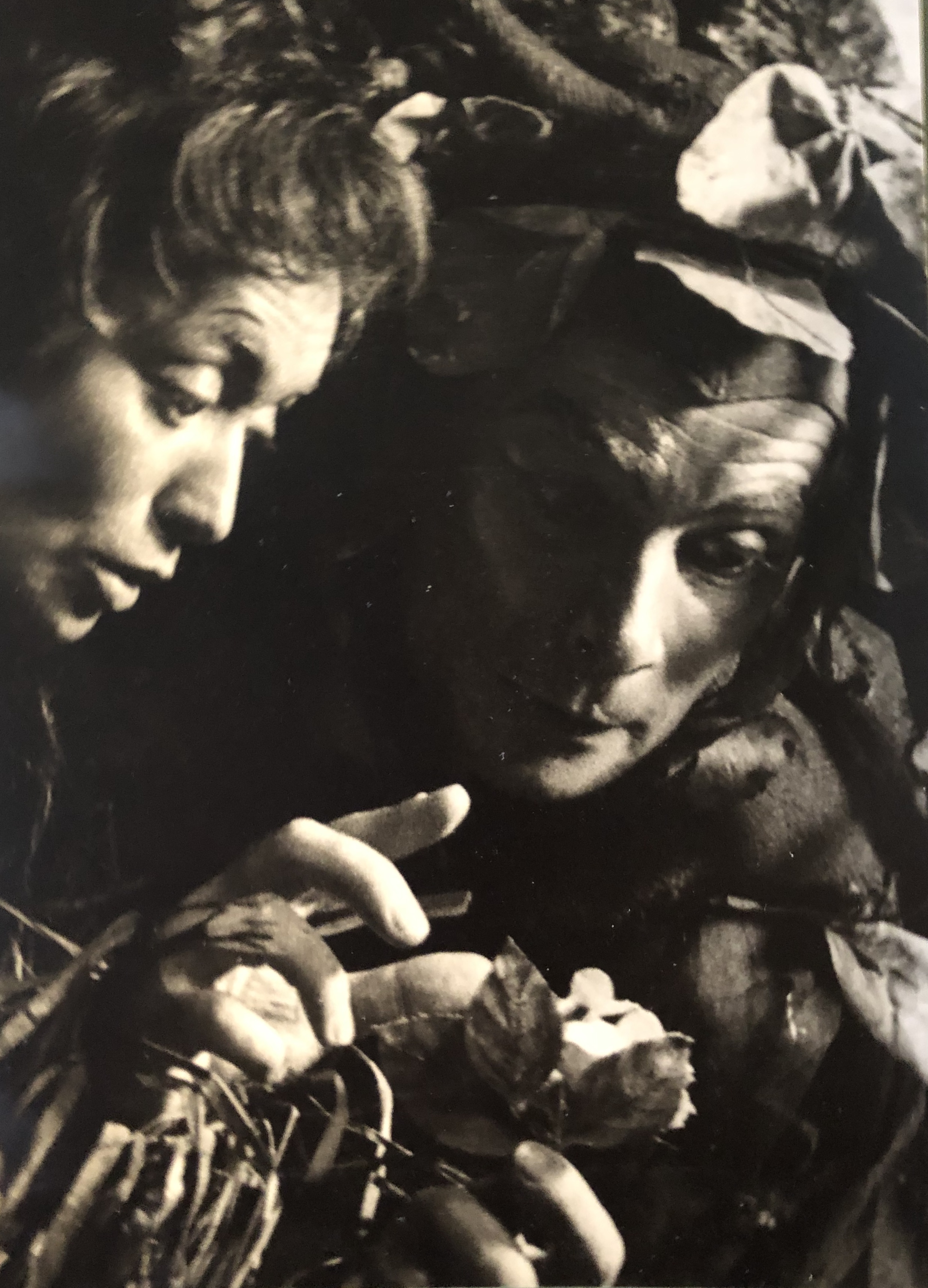
Nahaufnahme aus Ein Sommernachtstraum von William Shakespeare, 1965
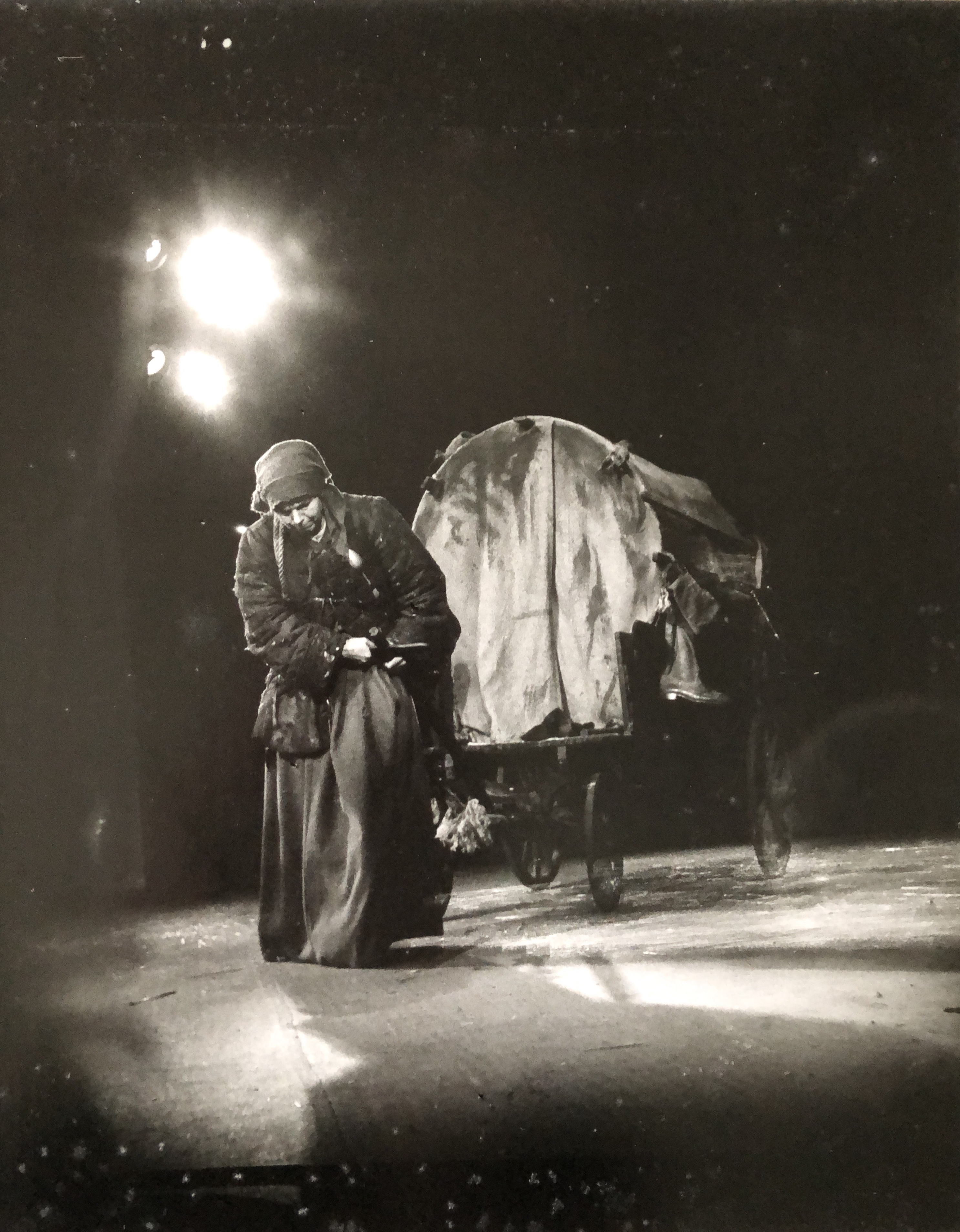
Ingeborg Arnoldi in Mutter Courage, 1968

## Auszeichnung
- 1932: 1. Internationale Ausstellung für künstlerische Photographie, Luzern, Silberne Medaille

## Pressemeldungen zu Fred Erismann
- Berner Tagblatt (heute Berner Zeitung BZ): Vom Schiffsjungen zum Theaterphotographen; Samstag, 16. Januar 1971
- Berner Zeitung: Das Gesicht im besten Licht; Dienstag, 24. April 1984
- Der Bund: Fundgrube für Theaternarren; Samstag, 28. April 1984
- Berner Tagwacht: Theatergrössen; zur Ausstellung Worb 1984

## Ausstellungen
- 1930 bis 1970, Dauerausstellung des Stadttheaters Bern im Käfigturm Bern
- 1932, Luzern, Altes Rathaus, 1. Internationale Ausstellung für künstlerische Fotografie
- 1984, Atelier Worb, Fotoausstellung des Berner Portrait- und Theaterfotographen Fred Erismann aus seiner Sammlung 1930–1970 unter dem Patronat der Stiftung schweiz. Theatersammlung
- 2017, Bern Kornhausforum, Licht an! Berner Theatermomente im Kornhausforum Bern